# 아시안 게임 농구
아시안 게임 농구는 1951년 아시안 게임부터 시작된 경기 종목으로 아시안 게임의 구기 종목 중 하나다.

## 대회 결과

### 남자
| 연도 | 개최지                     | 우승     | 점수             | 준우승   | 3위                    | 점수           | 4위           |
| 1951 | 인도 뉴델리                | 필리핀   | 경기 미개최      | 일본     | 이란                   | 경기 미개최    | 인도          |
| 1954 | 필리핀 마닐라              | 필리핀   | 경기 미개최      | 중화민국 | 일본                   | 경기 미개최    | 대한민국      |
| 1958 | 일본 도쿄                  | 필리핀   | 경기 미개최      | 중화민국 | 일본                   | 경기 미개최    | 대한민국      |
| 1962 | 인도네시아 자카르타        | 필리핀   | 경기 미개최      | 일본     | 대한민국               | 경기 미개최    | 태국          |
| 1966 | 태국 방콕                  | 이스라엘 | 90–42            | 태국     | 대한민국               | 72–60          | 일본          |
| 1970 | 태국 방콕                  | 대한민국 | 경기 미개최      | 이스라엘 | 일본                   | 경기 미개최    | 중화민국      |
| 1974 | 이란 테헤란                | 이스라엘 | 92–85            | 대한민국 | 중국                   | 101–89         | 필리핀        |
| 1978 | 태국 방콕                  | 중국     | 91–71            | 대한민국 | 조선민주주의인민공화국 | 경기 미개최    | 일본          |
| 1982 | 인도 뉴델리                | 대한민국 | 85–84            | 중국     | 일본                   | 경기 미개최    | 필리핀        |
| 1986 | 대한민국 서울              | 중국     | 77–74            | 대한민국 | 필리핀                 | 경기 미개최    | 요르단        |
| 1990 | 중국 베이징                | 중국     | 90–74            | 필리핀   | 대한민국               | 99–74          | 일본          |
| 1994 | 일본 히로시마              | 중국     | 100–72           | 대한민국 | 일본                   | 79–76 Overtime | 필리핀        |
| 1998 | 태국 방콕                  | 중국     | 112–92           | 대한민국 | 필리핀                 | 73–68          | 카자흐스탄    |
| 2002 | 대한민국 부산              | 대한민국 | 102–100 Overtime | 중국     | 카자흐스탄             | 68–66          | 필리핀        |
| 2006 | 카타르 도하                | 중국     | 59–44            | 카타르   | 이란                   | 84–78          | 요르단        |
| 2010 | 중국 광저우                | 중국     | 77–71            | 대한민국 | 이란                   | 74–66          | 일본          |
| 2014 | 대한민국 인천              | 대한민국 | 79–77            | 이란     | 일본                   | 76–72          | 카자흐스탄    |
| 2018 | 인도네시아 자카르타·팔렘방 | 중국     | 84–72            | 이란     | 대한민국               | 89–81          | 중화 타이베이 |
| 2022 | 중국 항저우                | 필리핀   |                  |          |                        |                |               |

### 여자
| 1974 | 이란 테헤란                | 일본     | 경기 미개최 | 대한민국           | 중국          | 경기 미개최 | 이란                   |
| 1978 | 태국 방콕                  | 대한민국 | 경기 미개최 | 중국               | 일본          | 경기 미개최 | 태국                   |
| 1982 | 인도 뉴델리                | 중국     | 경기 미개최 | 대한민국           | 일본          | 경기 미개최 | 조선민주주의인민공화국 |
| 1986 | 대한민국 서울              | 중국     | 경기 미개최 | 대한민국           | 일본          | 경기 미개최 | 말레이시아             |
| 1990 | 중국 베이징                | 대한민국 | 77–70       | 중국               | 중화 타이베이 | 경기 미개최 | 일본                   |
| 1994 | 일본 히로시마              | 대한민국 | 77–76       | 일본               | 중국          | 경기 미개최 | 중화 타이베이          |
| 1998 | 태국 방콕                  | 일본     | 93–69       | 중국               | 대한민국      | 92–76       | 중화 타이베이          |
| 2002 | 대한민국 부산              | 중국     | 80–76       | 대한민국           | 중화 타이베이 | 86–79       | 일본                   |
| 2006 | 카타르 도하                | 중국     | 90–59       | 중화 타이베이      | 일본          | 74–70       | 대한민국               |
| 2010 | 중국 광저우                | 중국     | 70–64       | 대한민국           | 일본          | 73–61       | 중화 타이베이          |
| 2014 | 대한민국 인천              | 대한민국 | 70–64       | 중국               | 일본          | 61–59       | 중화 타이베이          |
| 2018 | 인도네시아 자카르타·팔렘방 | 중국     | 71–65       | 남북 단일팀 코리아 | 일본          | 76–63       | 중화 타이베이          |

## 메달 집계
| 순위 | 국가                   | 금메달 | 은메달 | 동메달 | 합계 |
| ---- | ---------------------- | ------ | ------ | ------ | ---- |
| 1    | 중국                   | 12     | 6      | 3      | 21   |
| 2    | 대한민국               | 8      | 11     | 4      | 23   |
| 3    | 필리핀                 | 5      | 1      | 2      | 8    |
| 4    | 일본                   | 2      | 3      | 12     | 17   |
| 5    | 이스라엘               | 2      | 1      | 0      | 3    |
| 6    | 중화 타이베이          | 0      | 3      | 2      | 5    |
| 7    | 이란                   | 0      | 1      | 3      | 4    |
| 8    | 카타르                 | 0      | 1      | 0      | 1    |
| 8    | 태국                   | 0      | 1      | 0      | 1    |
| 10   | 카자흐스탄             | 0      | 0      | 1      | 1    |
| 10   | 조선민주주의인민공화국 | 0      | 0      | 1      | 1    |